# Turniej o Srebrny Kask 1982
Turniej o Srebrny Kask 1982 w sporcie żużlowym – coroczny turniej żużlowy organizowany przez Polski Związek Motorowy. Siedemnasty finał odbywał się w Rybniku, gdzie Maciej Jaworek wygrał.

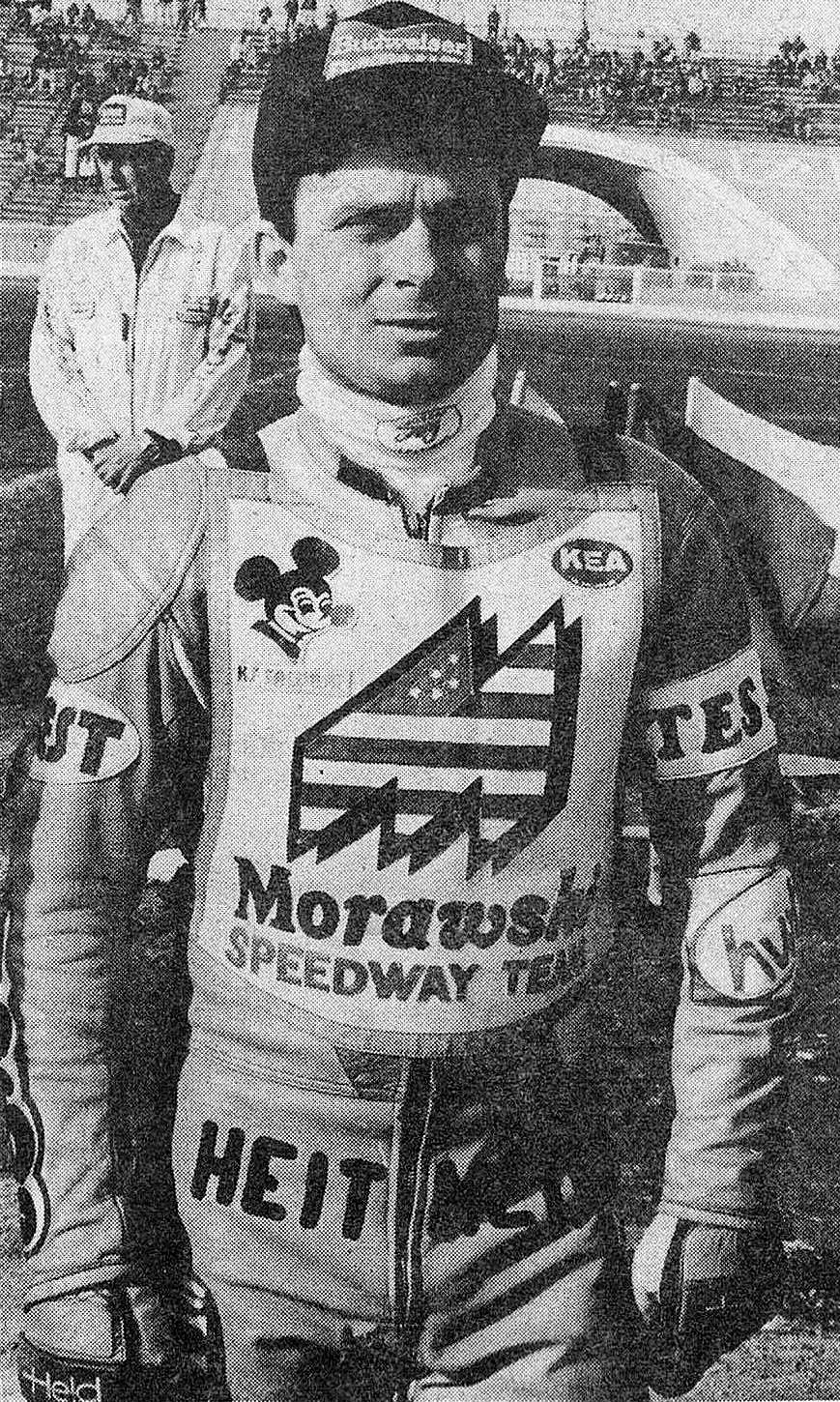
Maciej Jaworek – zdobywca SK 1982

## Finał
- 24 września 1982 r. (piątek), Rybnik

| Msc. | Zawodnik             | Klub                 | Pkt  |               |  |
| ---- | -------------------- | -------------------- | ---- | ------------- |  |
| 1    | Maciej Jaworek       | Falubaz Zielona Góra | 14   | (3,3,2,3,3)   |  |
| 2    | Wojciech Załuski     | Kolejarz Opole       | 13+3 | (2,3,3,3,2)   |  |
| 3    | Andrzej Gąbka        | Motor Lublin         | 13+2 | (3,2,2,3,3)   |  |
| 4    | Ryszard Gabrych      | Polonia Bydgoszcz    | 10   | (3,1,t,3,3)   |  |
| 5    | Zenon Kasprzak       | Unia Leszno          | 9    | (1,1,3,2,2)   |  |
| 6    | Stanisław Miedziński | Apator Toruń         | 8    | (2,3,2,1,w)   |  |
| 7    | Piotr Żyto           | Wybrzeże Gdańsk      | 8    | (2,2,1,2,1)   |  |
| 8    | Dariusz Stenka       | Wybrzeże Gdańsk      | 7    | (3,0,3,w,1)   |  |
| 9    | Piotr Pawlicki       | Unia Leszno          | 7    | (u,2,3,2,0)   |  |
| 10   | Roland Wieczorek     | Kolejarz Opole       | 6    | (1,1,1,u,3)   |  |
| 11   | Maciej Fabiszak      | Śląsk Świętochłowice | 6    | (1,2,0,1,2)   |  |
| 12   | Henryk Bem           | ROW Rybnik           | 5    | (2,3,u/-,-,-) |  |
| 13   | Arkadiusz Tanaś      | Unia Tarnów          | 4    | (1,0,2,1,d)   |  |
| 14   | Andrzej Kowalczyk    | Motor Lublin         | 2    | (0,d,1,0,1)   |  |
| 15   | Piotr Steuer         | ROW Rybnik           | 2    | (u,t,0,1,1)   |  |
| 16   | Piotr Strugała       | Sparta Wrocław       | 0    | (0,0,d,0,0)   |  |
|      | rez. Mirosław Korbel | ROW Rybnik           | 6    | (1,1,2,2)     |  |
|      | rez. Piotr Liszka    | ROW Rybnik           | 0    | (0)           |  |